# Het geheim van Mega Mindy
Het geheim van Mega Mindy is de eerste speelfilm over de fictieve superheldin Mega Mindy.
Mega Mindy is een succesvolle jeugdserie op Ketnet, een productie van Studio 100.

## Verhaal
Mieke Fonkel (Free Souffriau) werkt op het politiebureau in haar dorp, samen met Toby (Louis Talpe), onder de arrogante commissaris Migrain (Anton Cogen).
Bij een misdaad laat Mieke zich steeds door opa Fonkel (Fred Van Kuyk), die uitvinder is, tijdelijk veranderen in Mega Mindy, die de boeven inrekent. Behalve opa en oma weet niemand dat Mieke Mega Mindy is. Toby is verliefd op Mega Mindy, maar tot haar spijt niet op Mieke.

### Miss Volta
Miss Volta (Yolanthe Cabau) is het zat dat er steeds boeven door Mega Mindy worden gevangen. Onder haar leiding ontvoert een boevenbende Toby, met als doel Mega Mindy te lokken om haar in de Mega Mindy-val gevangen te zetten en haar bijzondere krachten te ontnemen. Commissaris Migrain probeert, verkleed als Mega Mindy, Toby te bevrijden. Hij wordt echter zelf gevangengenomen. Uiteindelijk slaagt de slimme professor Otto Van Rampenstein (Walter Baele) erin om te ontdekken wat nu precies het geheim is achter Mega Mindy. Ze gaan samen naar het snoepwinkeltje van Oma Fonkel. Samen met de andere boeven stelen ze Bliep (een deeltjesversneller die als transformatie-machine werkt) uit de snoepwinkel, brengen het naar de elektriciteitscentrale van Miss Volta en ze laten haar transformeren in Mega Volta.

### Mega Mindy-capsule weg
Mieke, opa & oma weten zich geen raad meer nadat ze ontdekken dat Bliep en de Mega Mindy-capsule weg zijn. Ze stappen in een auto (door Opa Fonkel in een kippenhok veranderd) om achter de gemene Mega Volta aan te gaan. Mieke, opa & oma slagen erin om tot bij Bliep te raken. Mieke stapt in de Mega Mindy-capsule: het is Mega Mindy-tijd. Opa Fonkel vindt het echter te gevaarlijk om Mega Mindy Toby te laten redden. Mega Mindy luistert niet en gaat Toby redden.

### In de val
Net als Mega Mindy Toby wil redden slaat het noodlot toe. Mega Mindy en Toby zitten in het krachtveld van de Mega Mindy-val. De energie van Mega Mindy daalt snel. Voordat al haar energie op is, kan ze Toby nog uit de val bevrijden. Dat doet ze door met haar hand een gat in het krachtveld te maken. Daarna verliest ze het bewustzijn. Toby probeert het krachtveld te vernietigen, maar tevergeefs, hoe hij het ook probeert, het lukt niet. Oma roept Toby op om zo snel mogelijk naar haar toe te komen. Ze beveelt hem om in de capsule te stappen. Hij verandert in Mega Toby. Hij vernietigt het krachtveld en redt Mega Mindy. Hij brengt haar terug bij Oma Fonkel. Mega Mindy komt langzaam weer bij. Mega Toby vraagt aan Oma of Mieke echt Mega Mindy is en Oma bevestigt dit. Oma Fonkel laat Bliep energie aan Mega Mindy geven. Mega Mindy rust nog even uit, terwijl Mega Toby commissaris Migrain probeert te redden wat mislukt.

### Mega Volta Verslagen
Mega Mindy laat Opa Fonkel de auto in de MegaMobiel veranderen die onverwoestbaar is geworden. Mega Mindy haalt Toby op en samen rijden ze in de MegaMobiel om Mega Volta te verslaan. Uiteindelijk lukt het met het eigen wapen van Mega Volta: de Mega Mindy-val.
Mega Mindy springt op het dak van de elektriciteitscentrale. Mega Volta richt de Mega Mindy-val op Mega Mindy. Mega Mindy kan, dankzij de grote letter V op het dak, de straal terug naar Mega Volta kaatsen. Mega Volta wordt geraakt en wordt verslagen.

### Grote liefde en geheim
Bliep is oververhit geraakt. Oma Fonkel roept Mega Toby en Mega Mindy terug om Bliep te helpen. Als Mega Toby & Mega Mindy terug transformeren vraagt Toby aan Mieke waarom ze het hem niet eerder vertelde en hij zegt haar dat hij haar graag ziet. Dit gebeurt in het bijzijn van de commissaris en die wil het feit dat hij de baas is van Mega Mindy dadelijk aan de pers vertellen. Maar dat is buiten Opa Fonkel gerekend. Die schiet met de mega-vergetor naar Migrain, want hij vindt het veel te gevaarlijk om het geheim van Mega Mindy bekend te maken. Mieke geeft hem gelijk en schiet zo snel als ze kan ook op Toby. Oma & Opa begrijpen niet waarom ze dat gedaan heeft ,maar al is de liefde nog zo groot, het geheim van Mega Mindy is én moet een groot geheim blijven...

## Productie
De opnamen vonden plaats in Zwevegem, Lillo, Lier en Sint-Pauwels, en in de studio's. Wendy Vrijenhoek was de stunt double van Yolanthe Cabau.

## Rolverdeling
| Acteur                  | Personage                      |
| ----------------------- | ------------------------------ |
| Free Souffriau          | Mieke / Mega Mindy             |
| Louis Talpe             | Toby / Mega Toby               |
| Nicky Langley           | Oma Fonkel                     |
| Fred Van Kuyk           | Opa Fonkel                     |
| Anton Cogen             | Commissaris Migrain            |
| Yolanthe Sneijder-Cabau | Miss Volta / Mega Volta        |
| Tom Van Dyck            | Kolonel Kleptoe                |
| Manou Kersting          | Boef Boris                     |
| Walter Baele            | Prof. Otto Van Rampenstein     |
| Annelies Smeyers        | Boef Betty                     |
| Jan Van Hecke           | Boef Billy                     |
| Bianca Vanhaverbeke     | Nieuws-presentatrice Angelique |
| Leroy Engelen           | Boef Rood                      |
| Michael Goede           | Boef Groen                     |
| Ayrton Overdijk         | Boef Blauw                     |

## Merchandise
- Cd-single: Tijd voor Mega Mindy
- Dvd
- Stickerboek
- Filmboek
- Kleurplaten met wascos
- Nintendo DS-spel

## Vervolg
Eind 2010 werd een tweede bioscoopfilm uitgebracht. De opnames gingen van start in mei 2010. De tweede film stond oorspronkelijk gepland voor release in het voorjaar van 2010, maar door de zwangerschap van hoofdrolspeelster Free Souffriau werden de opnames, die gepland stonden voor augustus 2009, met een jaar vertraagd.